# Georg Kinsky
Georg Ludwig Kinsky (* 29. September 1882 in Marienwerder, Westpreußen (heute Kwidzyn); † 7. April 1951 in Berlin) war ein deutscher Musikwissenschaftler.

## Leben

### Familie
Als zweitgeborener Sohn von Max und Anna Kinsky, geb. Lippmann, wuchs Georg Ludwig mit fünf weiteren Brüdern in der jüdischen Kaufmannsfamilie auf. Seine Kindheit verbrachte er in Marienwerder (heute Kwidzyn). Er schloss mit der Primareife am dortigen Königlichen Gymnasium seine Schulausbildung ab und zog im April 1898 mit der Familie nach Berlin.
Georg Ludwig Kinsky war zweimal verheiratet. Seine erste Ehefrau, die er am 19. Dezember 1923 in Köln heiratete, war Wilhelmine Kinsky, geb. Franken, verw. Winklers (* 1879; † 1946); sie brachte einen Sohn mit in die Ehe.
Am 27. November 1947 heiratete der verwitwete Kinsky in Berlin Margarete Kinsky, geb. Weber (* 1895; gestorben nach 1982).
Georg Ludwig Kinsky starb am 7. April 1951 in Berlin-Mahlsdorf (damals DDR).

### Erste berufliche Orientierung in Berlin
Als die Familie 1898 nach Berlin übersiedelte, begann der 16-jährige Georg Kinsky im Musikalienhandel zu arbeiten und bildete sich über die Jahre im Bereich Musikwissenschaften in Antiquariaten und Bibliotheken autodidaktisch weiter. 1908 arbeitete Kinsky für Albert Kopfermann als wissenschaftliche Hilfskraft an der Preußischen Staatsbibliothek Berlin. Bereits ein Jahr später wurde Georg Kinsky nach Köln empfohlen, um dort im privaten Museum des Papierfabrikanten Wilhelm Heyer tätig zu werden.

### Berufliche Erfolge in Köln

#### 1909 – 1918
1909 wurde Georg Kinsky für die wissenschaftliche Betreuung der umfangreichen Sammlung von Musikinstrumenten und Autographen in das Musikhistorische Museum Wilhelm Heyer nach Köln berufen. Noch bevor das Haus 1913 der Öffentlichkeit zugänglich gemacht wurde, katalogisierte er den Sammlungsbestand, so dass schon 1910 zum Bestand „Tasteninstrumente“ und 1912 zum Bestand „Zupf- und Streichinstrumente“  Publikationen vorlagen. 1913 konnte Kinsky einen Katalog zum Gesamtbestand herausgeben und 1916, mitten im Ersten Weltkrieg, erschien Band 4 zum Bestand „Musik-Autographen“. Bei insgesamt 2.600 Musikinstrumenten und 1.700 Musikautographen eine bemerkenswerte Arbeitsleistung.

#### 1919 – 1932
Georg Ludwig Kinsky erwarb sich nach dem Ersten Weltkrieg ihm fehlenden Schul- und Studienabschlüsse und konnte 1925 an der 1919 wiedereröffneten Universität Köln mit der Arbeit „Doppelrohrblattinstrumente mit Windkapsel. Ein Beitrag zur Geschichte der Blasinstrumente im 16. und 17. Jahrhundert“ promoviert werden. Er wurde 1921 Privatdozent der Musikwissenschaft an der Universität Köln und blieb weiterhin Kurator am Musikhistorischen Museum Wilhelm Heyer. Er war inzwischen ein anerkannter Spezialist für Musikinstrumente und ihre Geschichte, der eine Reihe wissenschaftlicher Artikel publizierte.
1924 begannen erste Verhandlungen der Erben Heyer mit der Stadt Köln, die zu einer Übernahme des Museums in die öffentliche Hand führen sollten, die jedoch 1926 scheiterten. Ein Scheitern, das für Kinsky letztlich berufliche Konsequenzen hatte. Die von Kinsky seit 1909 wissenschaftlich betreute Sammlung wurde an die Universität Leipzig verkauft; neuer Kurator der Sammlung wurde Helmut Schultz. Georg Kinsky, der möglicherweise auf einen Ruf aus Leipzig gewartet hatte, blieb vorerst in Köln, doch auch in Köln blieb die erhoffte, feste Anstellung an der Universität Köln aus; mit dem Sommersemester 1932 endete Kinskys Lehrtätigkeit an der Universität Köln – und dies, obwohl im gleichen Jahr ein Instrumentenmuseum für das Musikwissenschaftliche Institut eingerichtet wurde. Man berief für die wissenschaftliche Betreuung Professor Theodor Kroyer aus Leipzig.

### Überleben

#### 1933 – 1945
Nach Aufgabe der Lehrtätigkeit an der Universität Köln war Georg Ludwig Kinsky als freischaffender Publizist und Vortragender tätig, u. a. bei der Westdeutschen Rundfunk AG in Köln.
Nach 1933 war Kinsky als Sohn eines jüdischen Kaufmanns Schikanen der Nationalsozialisten ausgesetzt. Er konnte trotzdem einige Jahre an seinem Verzeichnis der Werke Ludwig van Beethovens arbeiten, die später Grundlage des von Hans Halm vollendeten Verzeichnisses der Werke Beethovens darstellten. 1943 wurde Kinsky zu Zwangsarbeit in der Kölner Geliermittelfabrik Opekta verpflichtet. Als er im Februar 1944 zusammen mit seiner nicht-jüdischen Frau die Wohnung verlassen musste, verkaufte er u. a. seine umfangreiche Bibliothek. Im September 1944 erfolgte die Deportation der Kinskys in das Barackenlager Köln-Müngersdorf, in dem jüdische mit nicht-jüdischen Ehepartnern untergebracht wurden; er selbst wurde nach Thüringen verschleppt und musste unter Aufsicht der „Organisation Todt“ Straßenarbeiten verrichten. Ende Oktober wurde er aufgrund seines schlechten Gesundheitszustandes entlassen. Im Dezember 1944 siedelte das Paar nach Berlin, wo sie in einer Wohnlaube des Sohnes von Wilhelmine Kinsky versteckt (über-)lebten.

### Die Jahre in Berlin-Mahlsdorf
Georg Ludwig Kinsky blieb nach 1945 in Berlin-Mahlsdorf, das damals in der sowjetisch kontrollierten Besatzungszone lag. Der inzwischen 63-jährig und kranke Musikwissenschaftler nahm seine wissenschaftlichen Projekte wieder auf.
Als der Kölner Musikverleger Peter J. Tonger die Kinsky Bibliothek in der Bonner Buchhandlung Bouvier entdeckte und sie – in Abstimmung mit Kinsky – zum Preis von 35.000 Reichsmark erwarb, wollte er sie Kinsky zur Verfügung stellen, doch Georg Kinsky verzichtete. Eine Rückkehr nach Köln war für ihn nicht vorstellbar. Die Bibliothek blieb im Eigentum des Verlegers und befindet sich heute in privatem Besitz.

## Veröffentlichungen
- Katalog. Musikhistorisches Museum von Wilhelm Heyer in Cöln, I: Besaitete Tasteninstrumente, Orgeln und orgelartige Instrumente, Friktionsinstrumente. Leipzig: Breitkopf & Härtel 1910.
- Katalog. Musikhistorisches Museum von Wilhelm Heyer in Cöln, II: Zupf- und Streichinstrumente. Leipzig: Breitkopf & Härtel 1912.
- Kleiner Katalog der Sammlung alter Musikinstrumente. Leipzig: Breitkopf & Härtel 1913.
- Versteigerung von Musiker-Autographen aus dem Nachlaß des Herrn Kommerzienrates Wilhelm Heyer in Köln im Geschäftslokal der Firma Karl Ernst Henrici, Berlin, Montag, den 6. und Dienstag, den 7. Dezember 1926 ... durch Karl Ernst Henrici & Leo Liepmannssohn, Antiquariat, Berlin, Berlin 1926.
- Versteigerung von Musikerbildnissen sowie Darstellungen mit Musikinstrumenten aus dem Nachlaß des Herrn Kommerzienrates Wilhelm Heyer in Köln durch Karl Ernst Henrici & Leo Liepmannssohn, Antiquariat, Berlin, Berlin 1927.
- Versteigerung von Musiker-Autographen aus dem Nachlaß des Herrn Kommerzienrates Wilhelm Heyer in Köln. Teil 2: Versteigerung von Musikbüchern, praktischer Musik und Musiker-Autographen des 16. bis 18. Jahrhunderts aus dem Nachlaß des Herrn Kommerzienrates Wilhelm Heyer in Köln durch Karl Ernst Henrici & Leo Liepmannssohn, Antiquariat, Berlin, Berlin 1928.
- Beethoven-Erstdrucke bis zum Jahre 1800. In: Philobiblon, Jg. 3 (1930), Heft 8, S. 329–336.
- Signierte Schubert-Erstdrucke. In: Philobiblon, Jg. 4 (1931), Heft 5, S. 183–188.
- Zeitgenössische Goethe-Vertonungen. In: Philobiblon, Jg. 5 (1932), Heft 3, S. 91–99; Heft 4, S. 131–137.
- Die Handbibliothek des Musiksammlers. In: Philobiblon, Jg. 5 (1932), Heft 7, S. 253–258.
- Musikbibliotheken. Ein Überblick über die wichtigsten öffentlichen und privaten Musiksammlungen. In: Philobiblon, Jg. 6 (1933), Heft 2, S. 55–67.
- Die Urschriften Bachs und Händels. Ein Beitrag zum Gedenkjahr 1935. In: Philobiblon, Jg. 8 (1935), Heft 2, S. 109–122.
- Berühmte Opern. Ihre Handschriften und Erstdrucke. In: Philobiblon, Jg. 8 (1935), Heft 8, S. 363–394.
- zusammen mit Hans Halm: Thematisch-Bibliographisches Verzeichnis aller vollendeten Werke Ludwig van Beethovens, G. Henle Verlag, München 1955.